# Biese (Bergisch Gladbach)
Biese ist ein Ortsteil im Stadtteil Schildgen der Stadt Bergisch Gladbach im Rheinisch-Bergischen Kreis.

## Lage und Beschreibung
Biese liegt an der Kalmüntener Straße zwischen Broiskalmünten und Kalmünten.

## Geschichte
Carl Friedrich von Wiebeking benennt die Hofschaft auf seiner Charte des Herzogthums Berg 1789 als Biese. Aus ihr geht hervor, dass Biese zu dieser Zeit Teil von Unterkirspel (unteres Kirchspiel) in der Herrschaft Odenthal war.
Unter der französischen Verwaltung zwischen 1806 und 1813 wurde die Herrschaft aufgelöst und Biese wurde politisch der Mairie Odenthal im Kanton Bensberg zugeordnet. 1816 wandelten die Preußen die Mairie zur Bürgermeisterei Odenthal im Kreis Mülheim am Rhein.
Der Ort ist auf der Topographischen Aufnahme der Rheinlande von 1824 und auf der Preußischen Uraufnahme von 1840 als Biese verzeichnet. Ab der Preußischen Neuaufnahme von 1892 ist er auf Messtischblättern regelmäßig als Biese verzeichnet. Biese gehörte zur katholischen Pfarre Odenthal, seit 1929 zur Pfarre Schildgen.
Mit der Kommunalreform kam Biese 1975 zur Stadt Bergisch Gladbach.
| Jahr | Einwohner | Wohngebäude | Kategorie  |
| ---- | --------- | ----------- | ---------- |
| 1822 | 12        | 2           | Ackergüter |
| 1830 | 14        |             | Ackergüter |
| 1845 | 15        | 2           | Ackergüter |
| 1871 | 20        | 3           | Hofstelle  |
| 1885 | 12        | 4           | Ortschaft  |
| 1895 | 15        | 4           | Ortschaft  |
| 1905 | 6         | 2           | Ortschaft  |